# Japoneuria
Japoneuria és un gènere d'insectes plecòpters pertanyent a la família dels pèrlids que es troba a Àsia.

## Taxonomia
- Japoneuria bolivari (Klapálek, 1907)
- Japoneuria fulva (Klapálek, 1907)
- Japoneuria jouklii (Klapálek, 1907)
- Japoneuria unimaculata (Zhiltzova, 1981)[2]